# Pour Moi
Pour Moi est un cheval de course de galop pur-sang né le 10 janvier 2008. Propriété de l'écurie Coolmore, entraîné en France par André Fabre et monté par Mickaël Barzalona, il devient le premier poulain français à remporter le Derby d'Epsom depuis 1976.

## Carrière de course

Casaque de Susan Magnier (Coolmore)

Élevé en Irlande et entraîné à Chantilly, Pour Moi fait ses débuts sous les couleurs de John Magnier, un des trois associés de l'écurie Coolmore. Des débuts modestes, au mois de septembre de ses deux ans, dans un maiden disputé sur l'hippodrome de Fontainebleau dont il prend la huitième place. Mais il s'impose lors de sa sortie suivante à Longchamp, ce qui laisse naître quelques espoirs pour sa saison classique au printemps. 
À trois ans, Pour Moi commence son année par une troisième place dans le Prix La Force, mais s'impose ensuite dans le Prix Greffulhe, devant le futur deuxième du Prix du Jockey Club, Bubble Chic. Estimé, Pour Moi ne vise pas le Derby français, mais le Derby d'Epsom, dont il est l'un des favoris. Les prétendants français à la grande course des 3 ans anglais étant rares, les parieurs se méfient. À raison. Monté en retrait des premiers, Pour Moi surgit en pleine piste à 200 mètres de l'arrivée et devance sur le poteau Treasure Beach entrainé par Aidan O'Brien, et le favori Carlton House, représentant de la Reine d'Angleterre, présente sur le champ de courses. Pour Moi devient alors le premier cheval entrainé en France vainqueur du Derby d'Epsom depuis Empery en 1976 et consacre l'avènement de son jockey, Mickaël Barzalona, 19 ans, debout sur ses étriers quelques mètres même avant le passage du poteau d'arrivée.
Même si cette victoire impressionne peu les handicapeurs (Timeform lui décerne un faible rating de 124, l'un des moins élevés de l'histoire), Pour Moi devient alors le favori des bookmakers dans le Prix de l'Arc de Triomphe, mais ne pourra pas prouver qu'il n'est pas un Derby-winner au rabais car il ne sera jamais revu en piste, une blessure entraînant la fin de sa carrière.

### Résumé de carrière
| Date         | Hippodrome    | Pays        | Course              | Statut      | Distance    | Jockey       | Place       | Écart       | Vainqueur ou deuxième |
| 2010, 2 ans  | 2010, 2 ans   | 2010, 2 ans | 2010, 2 ans         | 2010, 2 ans | 2010, 2 ans | 2010, 2 ans  | 2010, 2 ans | 2010, 2 ans | 2010, 2 ans           |
| ------------ | ------------- | ----------- | ------------------- | ----------- | ----------- | ------------ | ----------- | ----------- | --------------------- |
| 23 septembre | Fontainebleau | France      | Prix des Lièvres    | Maiden      | 1 600 m     | D. Mescam    | 8e / 10     | 5           | Flinch Cat            |
| 24 octobre   | Longchamp     | France      | Prix des Feuillants | Maiden      | 1 800 m     | M. Barzalona | 1er / 5     | enc.        | Oppenort              |
| 2011, 3 ans  |               |             |                     |             |             |              |             |             |                       |
| 10 avril     | Longchamp     | France      | Prix La Force       | Gr. 3       | 2 100 m     | M. Barzalona | 3e / 5      | 1 ½         | Baraan                |
| 7 mai        | Saint-Cloud   | France      | Prix Greffulhe      | Gr. 2       | 2 000 m     | M. Barzalona | 1er / 9     | 1 ½         | Bubble Chic           |
| 4 juin       | Epsom         | France      | Derby d'Epsom       | Gr. 1       | 2 400 m     | M. Barzalona | 1er / 13    | tête        | Treasure Beach        |

## Au haras
Pour Moi débute au tarif de 20 000 € à Coolmore, mais ses résultats décevants le mènent à saillir au Grange Stud en Irlande, puis au Haras de Cercy en France. Il revendique toutefois la paternité de Wings of Eagles, lauréat comme lui du Derby d'Epsom. En 2022, il est proposé à 2.500 € la saillie.

## Origines
Pour Moi a apporté un troisième Derby d'Epsom à son père le champion et grand étalon Montjeu, le seul étalon avec son grand-père Northern Dancer et Nijinsky, à revendiquer trois Derby-winners. Il est issu d'une grande famille maternelle, où l'on croise les noms des plus grands élevages du monde (E.P. Taylor, Niarchos, Cheikh Mohammed...). On peut la détailler à partir de Queen's Statute, acquise dans les années 50 par E.P. Taylor, et qui est la mère de :
- Court Royale (par Chop Chop), jument d'âge de l'année au Canada en 1963.
- Dance Act (par Northern Dancer), cheval de handicap de l'année au Canada en 1970 et 1971.
- Falafel (par Northern Dancer), mère de :
  - Brief Truce (Irish River) : St. James's Palace Stakes, 2e Prix du Moulin de Longchamp, Queen Elizabeth II Stakes, 3e Irish 2000 Guineas, Breeders' Cup Mile.

- Royal Statute, mère de :
  - Akureyri (Buckpasser) : Fountain of Youth Stakes, 2e Florida Derby, Cowdin Stakes, 3e Remsen Stakes.
  - Royal Lorna (Val de l'Orne) : Premio Bagutta, 2e Premio Lydia Tesio.
  - Konafa (Damascus) : 2e 1000 Guinées, pilier de l'élevage Niarchos, mère de :
    - Keos (Riverman) : 2e Prix de la Forêt, 3e Prix de l'Abbaye de Longchamp.
    - Proskona (Mr. Prospector) : Premio Umbria, Prix de Seine-Et-Oise.
      - Deuxième mère de Ultra (Manduro) : Prix Jean-Luc Lagardère
      - Troisième mère de Modern Games (Dubawi) : Breeders' Cup Juvenile Turf, Breeders' Cup Mile, Poule d'Essai des Poulains, Woodbine Mile. & de  Mawj (Exceed and Excel), 1000 Guinées, Queen Elizabeth II Challenge Cup, Duchess of Cambridge Stakes, 3e Cheveley Park Stakes.

    - Koryeva (Riverman) : Prix Chloé, mère de :
      - Hector Protector (Woodman) : Prix Morny, Prix de la Salamandre, Grand Critérium, Poule d'Essai des Poulains, Prix Jacques Le Marois.
      - Bosra Sham (Woodman) : Fillies' Mile, 1000 Guinées, Champion Stakes.
      - Shanghai (Procida) : Poule d'Essai des Poulains.

    - Leos Lucky Lady (Seattle Slew), mère de :
      - Gaudeamus (Distorted Humor) : Debutante Stakes, mère du grand champion hongkongais Golden Sixty

  - Awaasif (Snow Knight) : Yorkshire Oaks, Gran Premio del Jockey Club. Mère de :
    - Ibn Al Haitam (Zafonic) : 2e Norfolk Stakes, 3e UAE Derby.
    - Snow Bride (Blushing Groom) : Musidora Stakes et les Princess Royal Stakes. Mère de :
      - Saytarra (Seeking The Gold) : Prix d'Aumale.
      - Lammtarra (Nijinsky) : Derby d'Epsom, King George VI & Queen Elizabeth Stakes, Prix de l'Arc de Triomphe

  - Victoress (Conquistador Cielo), mère de :
    - Gwynn (Darshaan), mère de :
      - Gagnoa (par Sadler's Wells) : Prix des Réservoirs, Prix Pénélope, 2e Prix de Diane 2008, 2e Prix Saint-Alary, 3e Oaks. Mère de : 
        - Ancient Rome (War Front) : Prix des Chênes, 2e Critérium International, 3e Prix Jean-Luc Lagardère.
        - Étoile (War Front) : Fillies' Sprint Stakes

      - Dawn Patrol (Galileo) : Loughbrown Stakes, 3e Irish Derby.
      - White Hot (Galileo), mère de :
        - Pizza Bianca (Fastnet Rock) : Breeders' Cup Juvenile Fillies Turf

      - Pour Moi

### Pedigree
| Origines de Pour Moi (IRE), mâle bai né en 2008 | Origines de Pour Moi (IRE), mâle bai né en 2008 | Origines de Pour Moi (IRE), mâle bai né en 2008 | Origines de Pour Moi (IRE), mâle bai né en 2008 |
| ----------------------------------------------- | ----------------------------------------------- | ----------------------------------------------- | ----------------------------------------------- |
| Père Montjeu                                    | Sadler's Wells                                  | Northern Dancer                                 | Nearctic                                        |
| Père Montjeu                                    | Sadler's Wells                                  | Northern Dancer                                 | Natalma                                         |
| Père Montjeu                                    | Sadler's Wells                                  | Fairy Bridge                                    | Bold Reason                                     |
| Père Montjeu                                    | Sadler's Wells                                  | Fairy Bridge                                    | Special                                         |
| Père Montjeu                                    | Floripedes                                      | Top Ville                                       | Hightop                                         |
| Père Montjeu                                    | Floripedes                                      | Top Ville                                       | Sega Ville                                      |
| Père Montjeu                                    | Floripedes                                      | Toute Cy                                        | Tennyson                                        |
| Père Montjeu                                    | Floripedes                                      | Toute Cy                                        | Adele Toumignon                                 |
| Mère Gwynn                                      | Darshaan                                        | Shirley Heights                                 | Mill Reef                                       |
| Mère Gwynn                                      | Darshaan                                        | Shirley Heights                                 | Hardiemma                                       |
| Mère Gwynn                                      | Darshaan                                        | Delsy                                           | Abdos                                           |
| Mère Gwynn                                      | Darshaan                                        | Delsy                                           | Kelty                                           |
| Mère Gwynn                                      | Victoress                                       | Conquistador Cielo                              | Mr. Prospector                                  |
| Mère Gwynn                                      | Victoress                                       | Conquistador Cielo                              | K D Princess                                    |
| Mère Gwynn                                      | Victoress                                       | Royal Statute                                   | Northern Dancer                                 |
| Mère Gwynn                                      | Victoress                                       | Royal Statute                                   | Queen's Statute (famille : 22-b)                |